# Шимм
Шимм (нем. Schimm) — община в Германии, в земле Мекленбург-Передняя Померания.
Входит в состав района Северо-Западный Мекленбург. Подчиняется управлению Дорф Мекленбург-Бад Клайнен. Население составляет 281 человек (на 31 декабря 2006 года). Занимает площадь 15,88 км².